# Istanbulspor
Istanbulspor (İstanbulspor A.Ş. in het Turks) is een Turkse sportvereniging uit Istanbul. De club is een van de oudste voetbalverenigingen in Turkije, en werd opgericht in 1926.

İstanbul ligt in de Marmararegio.

## Geschiedenis

### Oprichting
De club is opgericht door studenten van het Istanbul Lisesi, een elite middelbare school (lyceum) uit Istanbul. De clubkleuren zwart en geel verwijzen naar de kleuren van de school en ook het embleem van Istanbul in het clublogo stamt af van de school. De club groeide later uit tot een grote sportvereniging, waarvan voetbal de belangrijkste afdeling werd. In de vroegere voetbalcompetities van Turkije, toen er alleen nog clubs uit Istanbul deelnamen, was Istanbulspor relatief succesvol maar echt populair als de grote drie, Galatasaray, Fenerbahçe en Beşiktaş werd het nooit. Na de oprichting van de huidige Turkse competitie raakte Istanbulspor steeds meer in verval. In het seizoen 1971/72 volgde een degradatie en later speelde de club een aantal jaren zelfs in de 3e divisie.

### De jaren 90
In het seizoen 1991/92 wist de club te promoveren naar de 2e divisie. De groei ging hierna stormachtig. Nadat de club in het seizoen 1994/95 weer wist te promoveren naar de hoogste afdeling werd de club overgenomen door de Uzan-familie. De familie Uzan was een van de rijkste Turkse families en wilde van Istanbulspor weer een topclub maken. Het doel was het binnen enkele jaren behalen van de landstitel.
Cem Uzan werd gekozen tot voorzitter van de club. Onder zijn leiding zijn er talloze spelers aangetrokken onder wie Peter van Vossen en John van den Brom. Leo Beenhakker werd in het seizoen 1995/96 samen met Fritz Korbach aangesteld als trainer. Ook Sergen Yalçın werd overgenomen van Beşiktaş voor destijds een recordbedrag. Yalçın was toentertijd een van de beste voetballers van Turkije. Maar al deze investeringen bleken niet voldoende. Istanbulspor speelde alleen in het seizoen 1996/97 en 1997/98 mee voor de top. Het seizoen waarin Beenhakker trainer was verliep zeer teleurstellend. Het Nederlandse trio vertrok al na één seizoen.
In de volgende jaren zakte de club af naar de middenmoot. Ook was er een grote spelersruil met Adanaspor, dat ook in handen was van de Uzan-familie. Ondanks de vele grote aankopen kon de club nooit uitgroeien tot een topper. De reden hiervoor was dat de club bijna geen aanhang had. Vaak was het stadion gevuld met supporters van de tegenpartij. Ook het feit dat Istanbulspor geen goed stadion had was een belangrijke reden. De club speelde zijn wedstrijden vaak in kleine stadions of huurde de stadions van een van de grote drie clubs uit Istanbul.

### De huidige situatie
Tegen het einde van de jaren 90 was het team een mengeling van oude ervaren voetballers en jonge talenten. De oud-Fenerbahçespelers Aykut Kocaman en Oğuz Çetin hadden een prominente rol in het succes van de club. Samen vervulden ze de trainersrol van de club. Dit pakte een aantal jaren goed uit totdat de familie Uzan volledig haar handen wegtrok van de club.
Cem Uzan werd schuldig verklaard aan fraude en verduistering. De club kende donkere tijden, waarin de lonen van de spelers niet konden worden betaald en de club dreigde bijna failliet te gaan, net als lotgenoot Adanaspor. De club werd onder curatele gesteld en overgedragen aan de TMSF.  Medio 2006 kwam de club in handen van ex-international Saffet Sancaklı. In 2010 degradeerde de club naar de vierde klasse. In 2015 keerde de club na vijf jaar afwezigheid weer terug in de Spor Toto 2. Lig. Istanbulspor eindigde dat seizoen op de 4e plek waarna het via de play-offs promotie wist af te dwingen. In het seizoen 2016-17 werd de club kampioen in de Witte groep van de Spor Toto 2. Lig, waardoor promotie naar de TFF 1. Lig werd afgedwongen. Na het seizoen 2021-22 promoveerde de club na lange tijd weer naar het hoogste niveau. Het seizoen 2023-24 werd afgesloten als hekkensluiter in de Süper Lig, waardoor na drie achtereenvolgende jaren het avontuur op het hoogste niveau eindigde. 

### Gespeelde divisies
- 1e divisie: 1958-1967, 1968-1972, 1995-2005, 2022-2024
- 2e divisie: 1967-1968, 1972-1975, 1981-1984, 1992-1995, 2005-2008, 2017-2022, 2024-
- 3e divisie: 1975-1979, 1984-1992, 2008-2010, 2015-2017
- 4e divisie: 1975-1979, 1984-1992, 2010-2015
- Amateurniveau: 1979-1981

## Istanbulspor in Europa
Uitslagen vanuit gezichtspunt Istanbulspor
| Seizoen | Competitie    | Ronde        | Land               | Club                 | Totaalscore | 1e W    | 2e W    | PUC |
| ------- | ------------- | ------------ | ------------------ | -------------------- | ----------- | ------- | ------- | --- |
| 1997    | Intertoto Cup | Groep 7      | Vlag van Letland   | FK Universitate Riga | 5-1         | 5-1 (U) |         | 0.0 |
|         |               | Groep 7      | Vlag van Hongarije | Vasas SC Boedapest   | 2-0         | 2-0 (T) |         | 0.0 |
|         |               | Groep 7      | Vlag van Duitsland | Werder Bremen        | 0-0         | 0-0 (U) |         | 0.0 |
|         |               | Groep 7 (1e) | Vlag van Zweden    | Östers IF Växjö      | 3-2         | 3-2 (T) |         | 0.0 |
|         |               | 1/2          | Vlag van Frankrijk | Olympique Lyonnais   | 2-3         | 2-1 (T) | 0-2 (U) | 0.0 |
| 1998/99 | UEFA Cup      | 2Q           | Vlag van Roemenië  | FC Arges Pitesti     | 4-4 u       | 0-2 (U) | 4-2 (T) | 1.0 |

Totaal aantal punten voor UEFA coëfficiënten: 1.0

## Bekende (ex-)spelers
Turken
- Emre Aşik
- Yalçın Ayhan
- Volkan Babacan
- Oğuz Çetin
- Tanju Çolak
- Ümit Davala
- Oktay Derelioğlu
- Abdullah Ercan
- Aykut Kocaman
- Serdar Özkan
- Arif Peçenek
- Selçuk Şahin
- Cemil Turan
- Sergen Yalçın

Bosniërs
- Elvir Baljić
- Elvir Bolić
- Fahrudin Omerović

Fransen
- Jean-Michel Ferri

Israëliërs
- Pini Balili

Nederlanders
- John van den Brom
- Peter van Vossen

Nigerianen
- Uche Okechukwu

Oekraïens
- Oleg Salenko

Slowaaks
- Marián Zeman

Macedoniërs
- Čedomir Janevski